# Kuressaares våghus

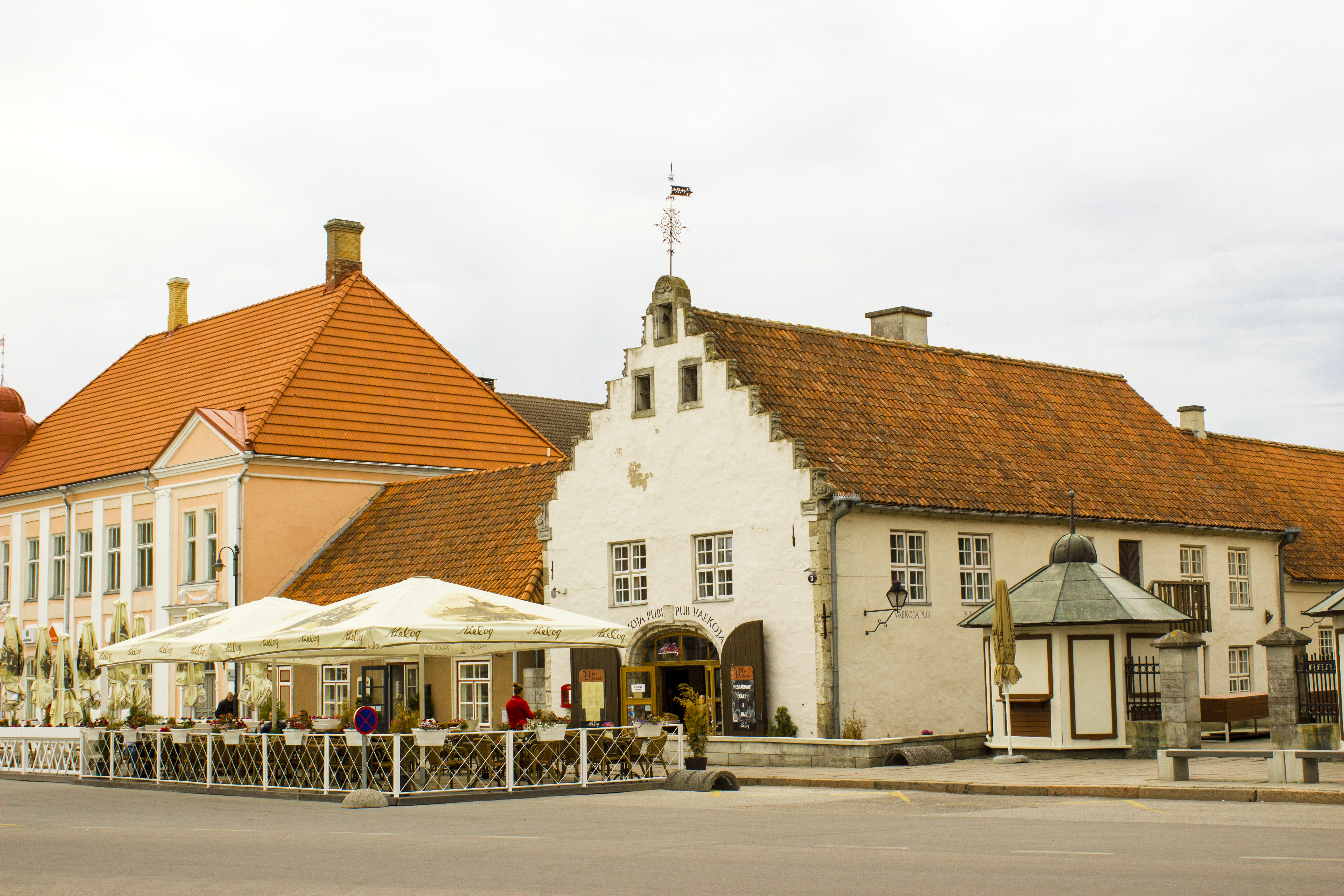
Kuressaares våghus, 2015

Kuressaares våghus (estniska: Kuressaare vaekoda) är ett kulturhistoriskt värdefullt, tidigare våghus i staden Kuressaare på Ösel i Estland. Byggnaden är registrerad i Estlands nationella register över kulturminnen, med nummer 20873. Våghuset ligger vid stadens centrala torg, nära Kuressaares rådhus. Den används idag för restaurangverksamhet.

## Historik
Initiativet till att bygga Kuressaares våghus tillskrivs Magnus Gabriel de la Gardie, som styrde Ösel 1648–1654. Byggnaden färdigställdes 1663, vilket årtal ristats på dess trappstegsformade gavel. Vindflöjeln i smide på gavelns topp dateras till 1664.
Förutom sin ursprungliga funktion som våghus har byggnaden under årens lopp använts för flera andra ändamål. 1803 hölls stadsvakten till i byggnaden. Den härbärgerade stadens postkontor från 1856 till 1912 och 1906 fanns Ösels första telefonväxel i våghuset.
Byggnaden genomgick en omfattande restaurering 1980–1982, under ledning av arkitekten Lilian Hansar.